# همه فرزندان من
همه فرزندان من فیلم جنگی به کارگردانی زاون قوکاسیان و نویسندگی پرویز نوایی و پرویز حسن‌پور محصول سال ۱۳۶۳ است.

## خلاصه داستان
ماهیگیری بوشهری به دنبال پسرش همراه بسیجیان شهر عازم جبهه می‌شود. فرزندش در نبردی کشته می‌شود. او نیز در حالی به زادگاهش بازمی‌گردد که مجروح شده‌است…

## بازیگران
- علی غلامی
- محبوبه بیات
- سینا ملاح‌زاده
- رضا صغیری
- عباس افلاکی
- محمود چراغی
- اردشیر خندان
- علی دشتی
- علی قربانی
- یدالله شیراندامی

## عوامل تولید
- کارگردان: زاون قوکاسیان
- دستیار کارگردان: مسعود رشیدی
- نویسنده: پرویز نوایی
- طرح اولیه داستان از: علی خدایی
- تهیه‌کننده: پرویز حسن پور
- دستیار تهیه‌کننده: مجتبی بحرینی
- فیلمبردار: مجتبی رحیمی
- دستیار فیلمبردار: فریدون کاظمیان
- تدوین: منوچهر اولیایی
- آهنگساز: علی رحیمیان
- میکس: والود آقاجانیان
- سرپرست گویندگان: ایرج رضایی
- افکت: حسین عسگری
- چهره پرداز: رضا رادمنش
- تدارکات: حسین خدنگی، علی اصغر عباس‌آبادی